# Microgobius
Microgobius là một chi của Họ Cá bống trắng

## Các loài
Chi này hiện hành có các loài sau đây được ghi nhận:
- Microgobius brevispinis Ginsburg, 1939 (Balboa goby)
- Microgobius carri Fowler, 1945 (Seminole goby)
- Microgobius crocatus Birdsong, 1968
- Microgobius curtus Ginsburg, 1939
- Microgobius cyclolepis C. H. Gilbert, 1890 (Roundscale goby)
- Microgobius emblematicus (D. S. Jordan & C. H. Gilbert, 1882) (Emblem goby)
- Microgobius erectus Ginsburg, 1938 (Erect goby)
- Microgobius gulosus (Girard, 1858): Loài này sinh sống ở Maryland, Florida và Texas Hoa Kỳ.
- Microgobius meeki Evermann & M. C. Marsh, 1899
- Microgobius microlepis Longley & Hildebrand, 1940 (Banner goby)
- Microgobius miraflorensis C. H. Gilbert & Starks, 1904 (Miraflores goby)
- Microgobius signatus Poey, 1876
- Microgobius tabogensis Meek & Hildebrand, 1928 (Taboga goby)
- Microgobius thalassinus (D. S. Jordan & C. H. Gilbert, 1883) (Green goby)
- Microgobius urraca Tornabene, Van Tassell & D. R. Robertson, 2012